# Patti Cake$
Pour plus de détails, voir Fiche technique et Distribution.
Patti Cake$ est un film dramatique américain écrit et réalisé par Geremy Jasper, sorti en 2017.

## Synopsis
Patricia Dombrowski a 23 ans. Elle rêve de devenir la nouvelle star du rap et de rencontrer son idole, O-Z. Elle veut aussi quitter sa petite ville du New Jersey, où elle travaille comme serveuse dans un bar miteux. Patti doit aussi veiller sur Nana, sa grand-mère malade qu’elle adore, et Barb, sa mère, une chanteuse ratée et totalement instable et alcoolique. Son meilleur ami, Jheri, la pousse chaque jour à montrer ses talents de rappeuse. Elle les exprime un soir durant une battle dans la rue. Patti et Jheri vont ensuite faire la rencontre de Basterd, un musicien aussi étrange que silencieux.

## Fiche technique
Sauf indication contraire, les informations mentionnées dans cette section peuvent être confirmées par la base de données cinématographiques IMDb,  présente dans la section « Liens externes ».

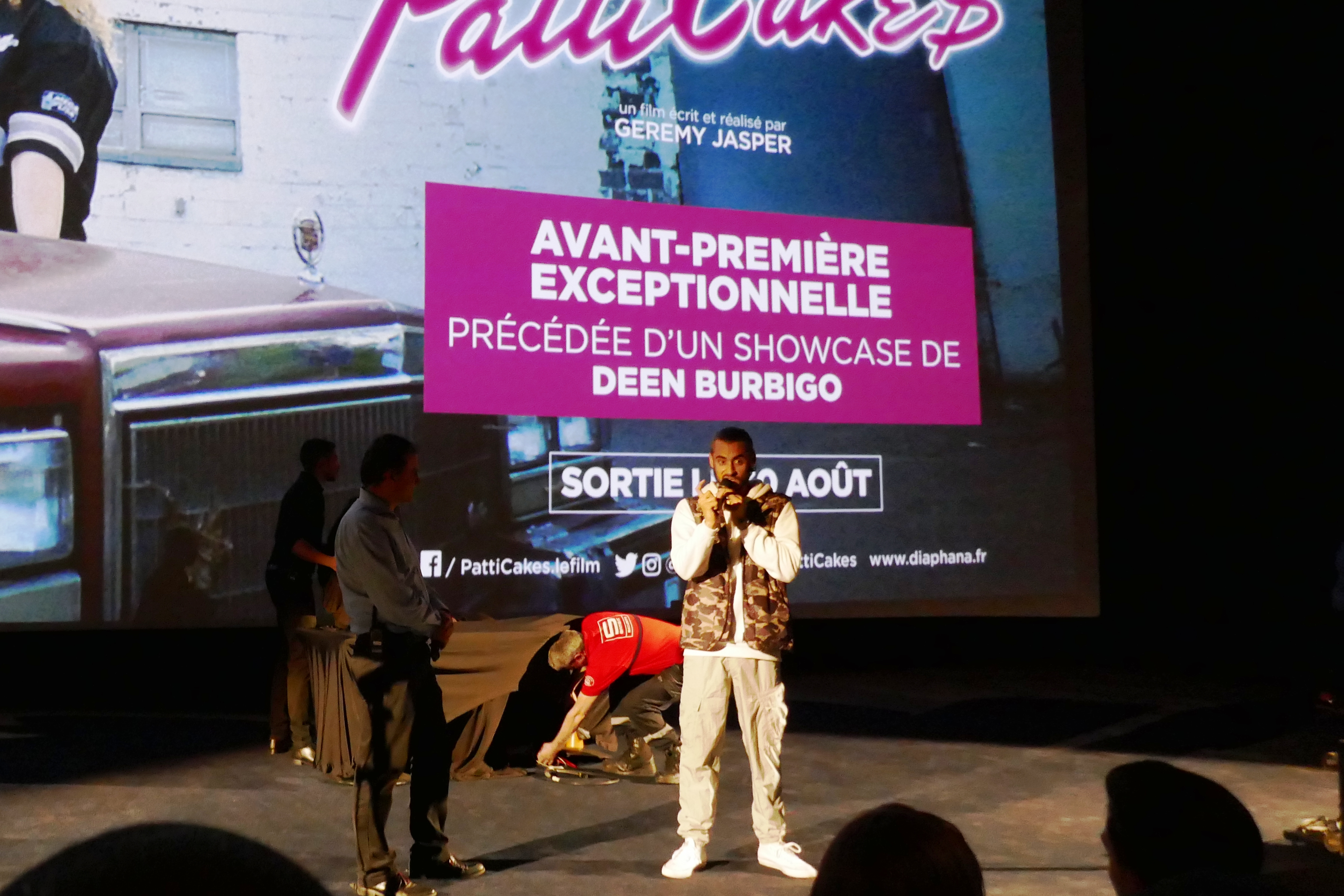
Le rappeur Deen Burbigo présentant l'avant-première parisienne du film

- Titre original et français : Patti Cake$
- Réalisation et scénario : Geremy Jasper
- Photographie : Federico Cesca
- Montage : Brad Turner
- Musique : Jason Binnick et Geremy Jasper
- Décors : Meredith Lippincott
- Direction artistique : Heather Yancey
- Costumes : Miyako Bellizzi
- Production : Chris Columbus, Michael Gottwald, Dan Janvey, Noah Stahl, Daniela Taplin Lundberg, Rodrigo Teixeira
- Coproducteur : Jonathan Montepare
- Producteurs délégués : Bill Benenson, Jonathan Bronfman, Eleanor Columbus, Fernando Fraiha, Sophie Mas, Lon Molnar, Josh Penn et Lourenço Sant'Anna
- Sociétés de production : RT Features, Stay Gold Features, Maiden Voyage Pictures et A Department of Motion Pictures
- Distribution : Fox Searchlight Pictures (États-Unis), Diaphana Distribution (France)
- Pays d'origine : États-Unis
- Langue originale : anglais
- Format : couleur
- Genre : drame, musical
- Durée : 108 minutes
- Dates de sortie :
  - États-Unis : 23 janvier 2017 (Festival du film de Sundance)
  - États-Unis : 18 août 2017
  - France : 30 août 2017

## Distribution
- Danielle Macdonald : Patricia « Patti » Dombrowski
- Bridget Everett : Barb Dombrowski
- Siddharth Dhananjay : Jheri
- Mamoudou Athie : Basterd
- Cathy Moriarty : Nana
- McCaul Lombardi : Danny
- Patrick Brana : Slaz
- Sahr Ngaujah : O-Z
- MC Lyte : DJ French Tips

## Production

### Genèse et développement
Geremy Jasper a commencé à élaborer l'intrigue après ses études universitaires. Alors qu'il vivait chez ses parents, il s’occupait de sa grand-mère malade et âgée tout en luttant contre les difficultés quotidiennes et en essayant de faire de la musique. Très vite, il s'est rendu compte que sa vie risquait de lui échapper. Il explique ainsi :

« Patti est une version contemporaine et féminine de moi-même dans mes jeunes années. J’ai grandi dans le New Jersey et j’avais envie de fuir cet État. Elle vit ce que j’ai vécu à 23 ans. J’ai tiré parti de ma propre expérience en combinant mes souvenirs, mon éternelle obsession pour le rap, et mon admiration pour ces femmes fortes et remarquables qui m’ont élevé pour créer cette jeune fille pétillante et hors du commun. J’ai voulu rendre hommage aux femmes de ma vie et au New Jersey. »

Pour étoffer le personnage de Patti, Geremy Jasper s’est par ailleurs inspiré des adolescentes qui jouaient dans l’équipe de basket entrainée par son père : « Elles étaient capables de battre les garçons sur le terrain. Elles étaient dotées d’une force incroyable. Je me suis dit qu’une jeune fille blanche en surpoids d’une petite ville du New Jersey ne correspondrait pas du tout aux normes attendues d’une artiste de hip-hop et cette idée m’a conquis ».
Geremy Jasper est poussé par son ami Benh Zeitlin à devenir réalisateur. Jasper écrit une ébauche de scénario en 19 jours et l’envoie au Sundance Screenwriters Lab. Il sera ensuite sélectionné pour notamment travailler avec Quentin Tarantino. Le producteur Michael Gottwald explique : « Le projet a réellement décollé lorsqu’on a participé aux séances d’écriture scénaristique de Sundance. Le personnage de Patti a énormément changé. Elle était plutôt ordinaire et gauche, elle est devenue plus affirmée et profonde. L’histoire est assez classique, mais elle est originale dans son exposition et son déroulement. » Après avoir terminé l’écriture du scénario, Geremy Jasper est invité à participer au Sundance Institute Directors Lab où durant un mois il a pu commencer les répétitions, le tournage et le montage de quelques scènes.

### Attribution des rôles
Pour le rôle-titre, le réalisateur-scénariste et les producteurs cherchaient une actrice avec un look particulier capable d'illustrer la vulnérabilité. Comme l'explique Geremy Jasper, Patti « est dure à l’extérieur et elle jure comme un charretier, mais au fond elle cherche simplement à se protéger. Elle a la sensibilité d’un poète ». Le producteur Noah Stahl avait remarqué Danielle Macdonald dans The East (2013). Cette actrice australienne n'avait essayé à parler avec l’accent du New Jersey et n’avait surtout aucune expérience musicale. Geremy Jasper était dubitatif : « Je ne savais pas si elle jouait bien ni si elle pouvait rapper. Mais elle avait le visage que j’avais en tête depuis le début ». L'actrice était de son côté surprise : « Le rôle était tellement différent de tout ce que j’avais fait auparavant. C’était à la fois terrifiant et très cool. Je suis allée dans l’Utah rencontrer l’équipe. Ensemble, on a décrypté le personnage et ajusté le scénario ».

## Bande originale
La musique du film a été écrite et composée par le réalisateur Geremy Jasper, avec l'aide de Jason Binnick, en utilisant même certaines paroles qu’il avait écrites à l’âge de Patti. Il a ensuite réécrit plusieurs fois les paroles durant le tournage, inspiré par la progression de l'actrice Danielle Macdonald. Cette dernière a passé près de deux ans à trouver la voix de Patti répétant avec Tim Monich pour trouver l’accent et l’attitude du New Jersey et avec le rappeur Skyzoo pour son flow.
Liste des titres
1. Patti $ea$on - 2:42
2. mylifesfuckinawesome - 2:10
3. PBNJ - 2:22
4. Godfather (O-Z - 1:48
5. Thick N’ Thin - 1:38
6. Punch the Sky (Goon Squad) - 0:57
7. Wake Up Sheep! (Basterd) - 1:05
8. Hunger Gamez - 2:53
9. I’m Not Gonna Be Her - 0:40
10. Tuff Love (Barb Wire) - 2:27
11. KILLA P! - 3:05
12. Ruler (Kirk Knight) - 3:15
13. Trapped (feat. Emily Forsythe) - 4:01
14. Comma Sutra - 3:07
15. Tuff Love (Finale) - 2:57
16. Hail Zeazur (O-Z) - 1:17
17. Jersey D'evilz - 3:10

## Sortie

### Box-office
| Pays ou région    | Box-office | Date d'arrêt du box-office | Nombre de semaines |
| ----------------- | ---------- | -------------------------- | ------------------ |
| France            |            | en cours                   |                    |
| États-Unis Canada | 206 941 $  | en cours                   |                    |
| Mondial           | en cours   | -                          | -                  |

## Festivals et distinctions
Patti Cake$ a clos la Quinzaine des réalisateurs lors du festival de Cannes 2017. En tant que premier film en sélection, il était également en lice pour la Caméra d'or.
Le film a reçu le prix du public au festival du film international du Berkshire 2017 dans la catégorie Fiction, le prix du scénario au festival du film du Nantucket 2017 et le prix du réalisateur à surveiller au festival international du film de Palm Springs 2017. Lors du Festival international du film de Seattle 2017, il a remporté le Futurewave Youth Jury Award du meilleur film, la 4ème place dans la catégorie meilleur film et la 3e place du prix d'interprétation féminine pour Danielle Macdonald.